# Pio
Pio  è un nome proprio di persona italiano maschile.

## Varianti
- Femminili: Pia[1][2][3][5]
  - Composti: Maria Pia, Mariapia[6]

### Varianti in altre lingue
- Asturiano: Píu
- Basco: Pi[7]
  - Femminili: Pije[7]
- Bretone: Pi
- Bulgaro: Пий (Pij)
- Catalano: Pius[7]
  - Femminili: Pia[7]
- Danese: Pius
  - Femminili: Pia[5]
- Esperanto: Pio
- Finlandese: Pius
  - Femminili: Piia[5]
- Francese: Pie
- Galiziano: Pío

- Greco moderno: Πίος (Pios)
- Inglese: Pius[8]
- Latino: Pius[1][2][4]
  - Femminili: Pia[1][2][5]
- Lettone: Pijs
- Lituano: Pijus
- Macedone: Пиј (Pij)
- Norvegese: Pius
  - Femminili: Pia[5]
- Olandese: Pius
- Polacco: Pius
  - Femminili: Pia[5]

- Portoghese: Pio[4]
- Russo: Пий (Pij)
- Sloveno: Pij
  - Femminili: Pia[5]
- Spagnolo: Pío[4][7]
  - Femminili: Pía[5][7]
- Svedese: Pius
  - Femminili: Pia[5]
- Tedesco: Pius
  - Femminili: Pia[5]
- Ungherese: Piusz

## Origine e diffusione
Di significato trasparente, deriva dai soprannomi e poi nomi personali latini di età imperiale Pius e Pia, basati sugli omonimi aggettivi, nel significato originale di "colui che adempie ai doveri morali e religiosi", "colui che onora i padri", poi traslato, in epoca cristiana, come "pio", "devoto", lo stesso del nome Eusebio.
Deve la sua diffusione alla popolarità nei primi ambienti cristiani, aiutata poi dalle figure di diversi Papi così chiamati. Attestato maggiormente nella forma femminile, di recente nei paesi dell'Italia meridionale, specialmente in Puglia, per devozione a san Pio da Pietrelcina viene spesso unito ad altri nomi ottenendo dei composti.

## Onomastico
L'onomastico si festeggia solitamente il 23 settembre, in onore di san Pio da Pietrelcina, frate francescano. Si ricordano con questo nome anche, alle date seguenti:
- 19 gennaio, santa Pia, martire in Numidia con altri compagni[9][11][12]
- 7 febbraio, beato Pio IX, Papa[10]
- 15 marzo, beato Pio Conde Conde, sacerdote e martire a Madrid[10]
- 30 aprile, san Pio V, Papa[7][10]
- 11 luglio, san Pio I, Papa e martire[9][10]
- 21 agosto, san Pio X, Papa[10]
- 2 novembre, beato Pio di San Luigi, novizio passionista[10]
- 3 dicembre, beato Pio Heredia Zubía, priore del monastero trappista di Viaceli, martire
- 12 dicembre, beato Pio Bartosik, sacerdote e martire ad Auschwitz[10]

## Persone

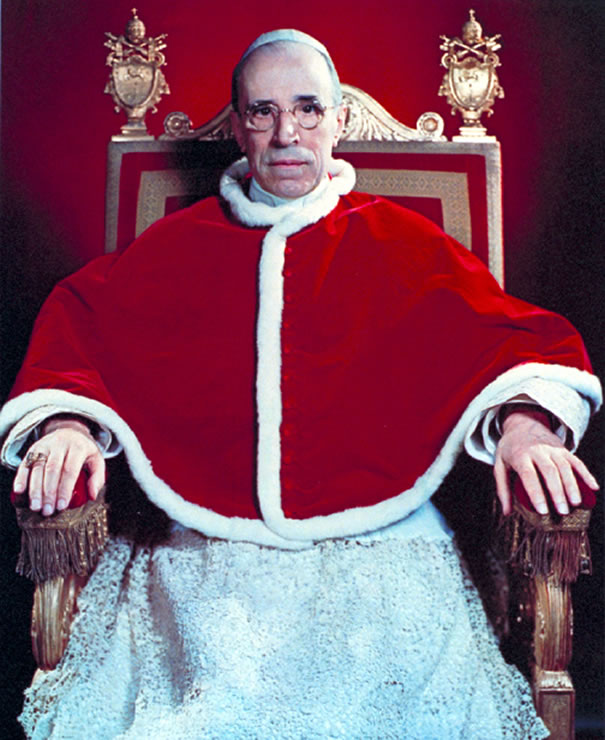
Papa Pio XII

- Pio I, papa della Chiesa cattolica e santo
- Pio II, papa della Chiesa cattolica
- Pio IX, papa della Chiesa cattolica
- Pio X, papa della Chiesa cattolica e santo
- Pio XII, papa della Chiesa cattolica
- Pio Fedi, scultore italiano
- Pio Filippani Ronconi, orientalista, storico delle religioni ed esoterista italiano
- Pio Joris, pittore, incisore e acquarellista italiano
- Pio La Torre, politico italiano
- Pio Laghi, cardinale, arcivescovo cattolico e diplomatico italiano

### Variante Pío
- Pío Baroja, scrittore spagnolo

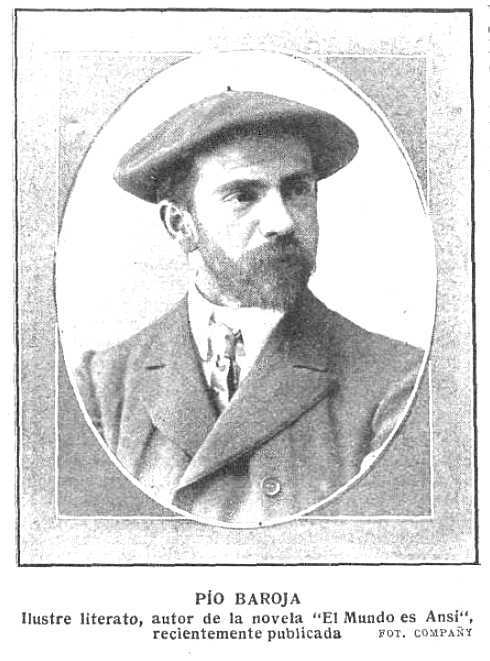
Pío Baroja

- Pío de Tristán, generale e politico peruviano
- Pío Leyva, cantautore cubano

### Variante Pius

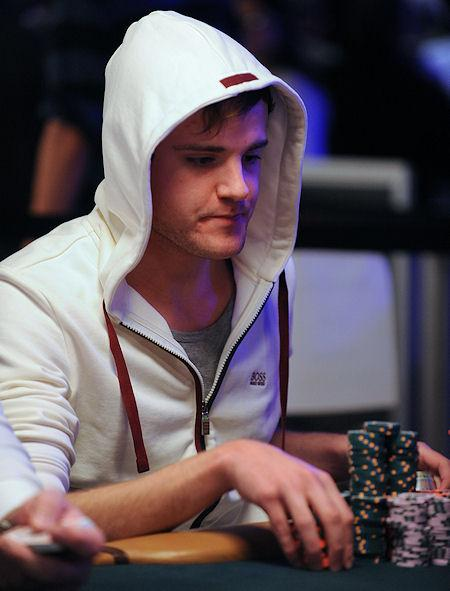
Pius Heinz

- Pius Bonifacius Gams, religioso e storico tedesco
- Pius Heinz, giocatore di poker tedesco
- Pius Ikedia, calciatore nigeriano
- Pius N'Diefi, calciatore camerunese
- Pius Schwizer, cavaliere svizzero
- Pius Segmüller, ufficiale svizzero

### Variante femminile Pia

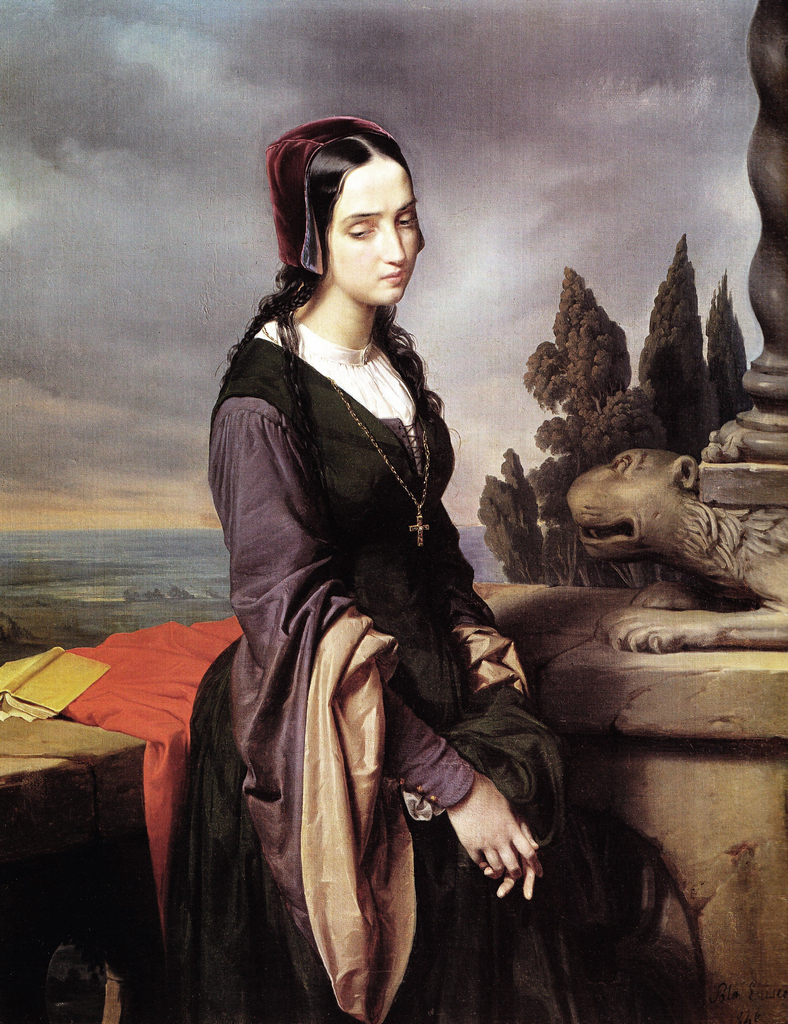
Pia de' Tolomei

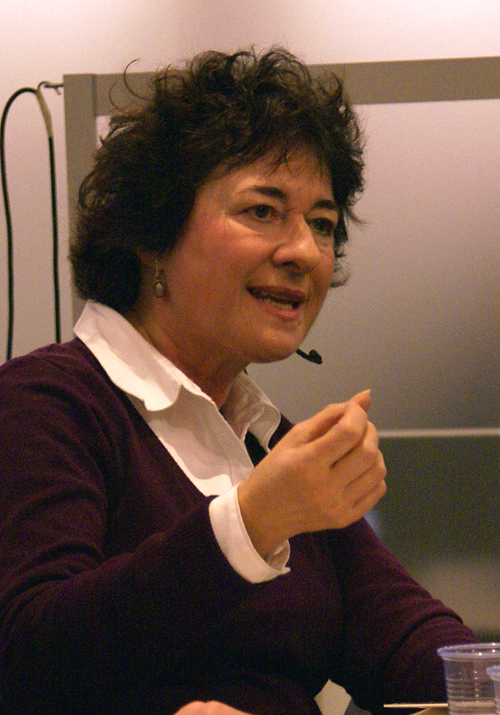
Pia Tafdrup

- Pia Luisa Bianco, giornalista e saggista italiana
- Pia Covre, prostituta e attivista italiana
- Pia Cramling, scacchista svedese
- Pia Degermark, attrice svedese
- Pia de' Tolomei, gentildonna senese
- Pia Giancaro, attrice italiana
- Pia Lindström, giornalista svedese
- Pia Carmen Lionetti, arciera italiana
- Pia Locatelli, politica italiana
- Pia Maiocco, bassista statunitense
- Pia Miranda, attrice australiana
- Pia Nalli, matematica italiana
- Pia Pakarinen, modella finlandese
- Pia Puntar, cestista italiana
- Pia Riva, sciatrice alpina italiana
- Pia Tafdrup, scrittrice e poetessa danese
- Pia Tassinari, soprano e mezzosoprano italiano
- Pia Tuccitto, cantautrice italiana
- Pia Wallén, designer svedese
- Pia Zadora, attrice e cantante statunitense
- Pia Wurtzbach, modella e attrice filippina